# Giovanni Galzerani

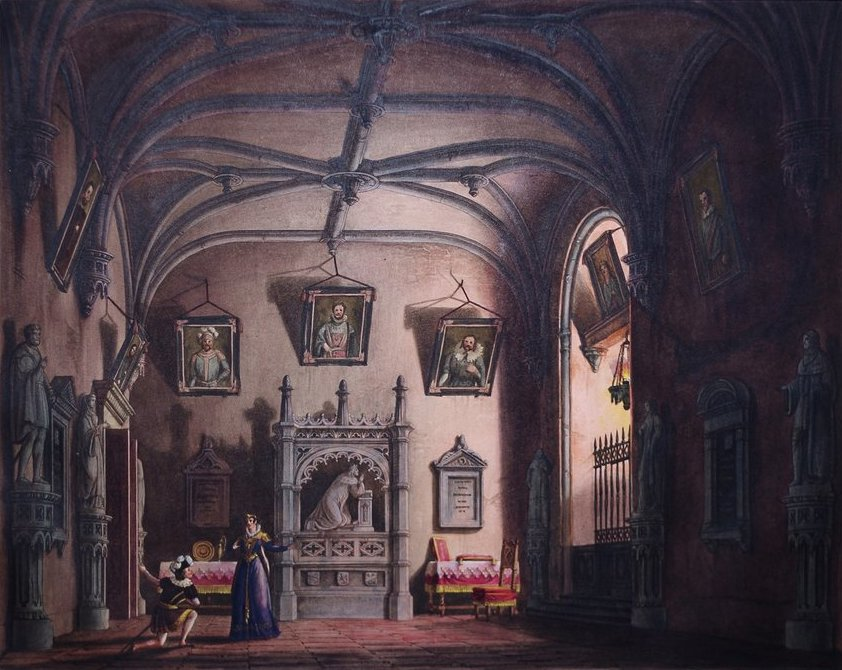
Bühnenbild von Alessandro Sanquirico zu dem Ballett Maria Stuarda von Giovanni Galzerani und Vincenzo Schira (Musik). La Scala, Mailand, 1826

Giovanni Galzerani (* um 1788–1789 in Porto Longone (heute: Porto Azzurro) auf Elba; † nach 1853 in Mailand) war ein italienischer Tänzer und Choreograf.

## Leben
Er stammte aus einer vornehmen Familie, sein Vater war beim Militär und Festungskommandant in Gaeta. Ab seinem 17. Lebensjahr musste Giovanni auf Wunsch seines Vaters das prestigereiche Militärkolleg der Nunziatella in Neapel besuchen, wo er neben dem üblichen Lernstoff für angehende Offiziere auch Tanzunterricht für den Ballsaal bei Ferdinando Gioia, dem Bruder des berühmten Choreografen Gaetano Gioia, bekam.
Nach dem Tod seines Vaters im Jahr 1806 brach Giovanni seine militärische Ausbildung ab, um sich von da an nur noch dem Tanz, der Pantomime und der Choreografie von Balletten zu widmen. Zu einem nicht bekannten Zeitpunkt soll er mit einem russischen Schiff nach Korfù gereist sein, wo er seinen ersten öffentlichen Auftritt als Tänzer gehabt haben soll.
In Neapel begann er eine Ausbildung bei der renommierten Tanzlehrerin Eléonore Dupré, aber wegen des massiven Widerstandes seiner Familie begab er sich schon nach wenigen Monaten zurück in seinen Heimatort nach Porto Longone. Um 1808 ging er wieder nach Neapel und wurde Assistent von Gaetano Gioia, der ihn auch in seinen Balletten auftreten ließ. Von 1810 bis 1816 assistierte Galzerani am Teatro San Carlo auch den Choreografen P. Hus, Louis Henry sowie Salvatore Taglioni und lernte Salvatore Viganò kennen.
1815 brachte Galzerani am Teatro San Benedetto in Venedig ein Ballett Genghizkhan auf die Bühne – es ist jedoch nicht klar, ob es sich dabei um ein eigenes Werk oder ein Ballett von Henry handelte. Bis 1819 arbeitete er abwechselnd an Theatern in Turin und Venedig und inszenierte dort Ballette von Gaetano Gioia und Viganò.
Galzeranis erste nachweislich eigene Ballette waren Il pericolo („Die Gefahr“), I tre fratelli nani („Die drei Zwergenbrüder“) und Teodorico e Romilda, die im Karneval 1819 in Turin aufgeführt wurden. Kurz darauf ging er an die Mailänder Scala und studierte dort seine Ballette Elisabetta Federowna und La spada di legno (ossia Il disertore per amor filiale) ein, mit Carlo Blasis und Antonietta Pallerini in den Hauptrollen. Galzerani schuf auch die Balletteinlagen für Meyerbeers Oper Il crociato in Egitto (Mailand 1824 und Venedig 1827).
Dieser große Erfolg in Mailand war eine Art Durchbruch für Galzerani und seine Werke waren von da an sehr gefragt an italienischen Bühnen. Außer für die Mailänder Scala arbeitete er auch für das Teatro della Pergola in Florenz, für das La Fenice in Venedig, für das San Carlo in Neapel, sowie für Theater in Livorno, Reggio Emilia, Verona, Turin, Bologna, Modena, Parma und Brescia.
Sein erfolgreichstes Ballett mit mythologischer Handlung war Enea nel Lazio („Aeneas in Lazium“; 1823–24) nach Vergil und zur Musik von Giuseppe Grasso D’Anna. In der Uraufführung tanzte Galzerani selber die Rolle des Aeneas und er führte das Werk im Laufe seiner Karriere noch häufiger auf.
Ebenfalls mehrere Wiederaufnahmen erlebten seine Ballette Virginia (1822; Reggio Emilia) und Enrico IV al passo della Marna (Musik: G. Grasso D’Anna) das 1823 am Teatro Comunale in Bologna Premiere feierte.
An der Scala tanzte 1838 Fanny Elßler in Galzeranis Balletten Alì, pascià di Giannina („Ali, Pascha von Djanina“) und Il cambio del coscritto („Der vertauschte Rekrut“; in letzterem auch 1843). 1839 trat Fanny Cerrito in seinem Ballett La conquista di Granata („Die Eroberung Granadas“; Musik: Achille Graffigna) auf.
Galzerani war bekannt für seine dramaturgische Sensibilität und seine Fähigkeit, große Massenszenen in historisch-tragischen Handlungsballetten zu dirigieren. Sein Tanzstil war durch die Eleganz von Auguste Vestris und den seinerzeit noch neuen Spitzentanz beeinflusst. Zu seinen größten Erfolgen gehörten Il corsaro („Der Korsar“) nach dem Poem von Lord Byron, das 1826 an der Scala mit Antonia Pallerini (als Gulnara) und Celeste Viganò (als Merania) uraufgeführt wurde; und ebenso Ettore Fieramosca, nach M. D’Azeglio.
In seinen späteren Jahren bis 1852 schuf er vermehrt Ballette mit fantastischen, märchenhaften Handlungen, wo der Tanz eine größere Rolle spielte als die Pantomime. Ein Beispiel dieses Genres war La Diavoletta („Die kleine Teufelin“; 1852, Mailand, La Canobbiana), deren Hauptrolle er für Amalia Ferraris kreierte.

## Einzelanmerkungen
1. 1 2 3 4 5 6 7 8 9 10 11 12 13 14 15 16 17 18 19 20 21 22  Roberto Staccioli: Giovanni Galzerani. In:  Dizionario Biografico degli Italiani (DBI).
2. ↑  „Das hölzerne Schwert oder der Deserteur aus Kindesliebe“
3. ↑  Armin Schuster: Die italienischen Opern Giacomo Meyerbeers, Band 1, Tectum Verlag, 2003, S. 182 (Abruf am 8. Februar 2021)

| Personendaten    | Personendaten                       |
| ---------------- | ----------------------------------- |
| NAME             | Galzerani, Giovanni                 |
| KURZBESCHREIBUNG | italienischer Tänzer und Choreograf |
| GEBURTSDATUM     | um 1788–1789                        |
| GEBURTSORT       | Porto Azzurro, Elba                 |
| STERBEDATUM      | nach 1853                           |
| STERBEORT        | Mailand                             |